# Changchengopterus
Changchengopterus pani
Genre
Espèce
Changchengopterus est un  genre fossile de ptérosaures non-Pterodactyloidea découvert dans le Jurassique moyen dans la formation de Tiaojishan dans la province du Hebei dans le nord-est de la Chine.
Une seule espèce est rattachée au genre, Changchengopterus pani, décrite en 2009 par le célèbre paléontologue chinois Lü Junchang.

## Étymologie
Le nom de genre Changchengopterus combine le mot chinois Changcheng, grande muraille de Chine, avec le mot grec latinisé pteron, « aile ». Le nom d'espèce pani rend hommage au découvreur du fossile Pan Lijun.

## Description
Le squelette holotype, répertorié CYGB-0036, est dépourvu de son crâne. Il représente une juvénile très jeune dont l'envergure atteint  seulement 17 centimètres.
Un second spécimen, PMOL-AP00010, a été acquis en 2008 et décrit en 2011. C'est un squelette avec la mandibule d'un individu adulte dont l'envergure est de 70 cm.

## Classification
Lors de sa description phylogénétique originale Lü Juchang place Changchengopterus comme un ptérosaure primitif proche du plus ancien ptérosaure européen Dorygnathus. Il l'inclut dans la famille des Rhamphorhynchidae.
En 2010, Wang et ses collègues soulignent certaines similitudes avec les wukongoptéridés, et ils le placent possiblement dans cette famille.
En 2013, Andres & Myers le positionnent en dehors des Wukongopteridae et un peu plus proche des Pterodactyloidea au sein du plus grand groupe des Monofenestrata. En 2014, ces mêmes auteurs lors de la description d'un nouveau genre chinois Kryptodrakon, obtiennent le cladogramme suivant qui montre la position du genre Changchengopterus :
|  | Pterorhynchus   |
|  |                 |
|  | Wukongopteridae |
|  |                 |

|               | Changchengopterus                                                   |
|               |                                                                     |
| Caelidracones | \| \| Anurognathidae \| \| \| \| \| \| Pterodactyloidea \| \| \| \| |
|               | \| \| Anurognathidae \| \| \| \| \| \| Pterodactyloidea \| \| \| \| |
|               | Anurognathidae                                                      |
|               |                                                                     |
|               | Pterodactyloidea                                                    |
|               |                                                                     |

|  | Anurognathidae   |
|  |                  |
|  | Pterodactyloidea |
|  |                  |

|  | Pterorhynchus   |
|  |                 |
|  | Wukongopteridae |
|  |                 |

|               | Changchengopterus                                                   |
|               |                                                                     |
| Caelidracones | \| \| Anurognathidae \| \| \| \| \| \| Pterodactyloidea \| \| \| \| |
|               | \| \| Anurognathidae \| \| \| \| \| \| Pterodactyloidea \| \| \| \| |
|               | Anurognathidae                                                      |
|               |                                                                     |
|               | Pterodactyloidea                                                    |
|               |                                                                     |

|  | Anurognathidae   |
|  |                  |
|  | Pterodactyloidea |
|  |                  |

|  | Pterorhynchus   |
|  |                 |
|  | Wukongopteridae |
|  |                 |

|               | Changchengopterus                                                   |
|               |                                                                     |
| Caelidracones | \| \| Anurognathidae \| \| \| \| \| \| Pterodactyloidea \| \| \| \| |
|               | \| \| Anurognathidae \| \| \| \| \| \| Pterodactyloidea \| \| \| \| |
|               | Anurognathidae                                                      |
|               |                                                                     |
|               | Pterodactyloidea                                                    |
|               |                                                                     |

|  | Anurognathidae   |
|  |                  |
|  | Pterodactyloidea |
|  |                  |

|  | Pterorhynchus   |
|  |                 |
|  | Wukongopteridae |
|  |                 |

|               | Changchengopterus                                                   |
|               |                                                                     |
| Caelidracones | \| \| Anurognathidae \| \| \| \| \| \| Pterodactyloidea \| \| \| \| |
|               | \| \| Anurognathidae \| \| \| \| \| \| Pterodactyloidea \| \| \| \| |
|               | Anurognathidae                                                      |
|               |                                                                     |
|               | Pterodactyloidea                                                    |
|               |                                                                     |

|  | Anurognathidae   |
|  |                  |
|  | Pterodactyloidea |
|  |                  |

## Systématique
Le nom valide complet (avec auteur) de ce taxon est Changchengopterus Lü, 2009.